# 6313 Цурутані
(6313) 1990 RC8 (1990 RC8, 1982 BV9) — астероїд головного поясу, відкритий 14 вересня 1990 року.
Тіссеранів параметр щодо Юпітера — 3,663.